# Денисенко, Андрей Андреевич
Андрей Андреевич Денисенко (укр. Андрій Андрійович Денисенко; 15 октября 1925, Кривой Рог — 14 ноября 1998, Кривой Рог, Днепропетровская область) — советский шахтёр, бригадир проходческой бригады рудоуправления имени Карла Либкнехта треста «Ленинруда», Кривой Рог, Днепропетровская область, Украинская ССР. Герой Социалистического Труда (1958). Депутат Верховного Совета УССР 5—6 созывов. Кандидат в члены ЦК КПУ (1960—1971).

## Биография
Родился 15 октября 1925 года в городе Кривой Рог в рабочей семье.
В 1944—1948 годах работал токарем. С 1948 года — проходчик, бригадир проходчиков отдела капитального строительства шахты «Днепропетровская-Комсомольская-2» рудника имени Карла Либкнехта треста «Ленинруда» в Кривом Роге.
В 1958 году вступил в КПСС.
Прославился высоким мастерством в добыче железной руды. Участвовал в соревновании по скоростным проходкам и горным выработкам союзного значения Министерства чёрной металлургии СССР. Бригада Андрея Денисенко ежемесячно выдавала по 120—130 метров горных выработок, почти в три раза перевыполняя запланированные нормы. Бригаде Андрея Денисенко было присвоено звание бригады коммунистического труда. Указом Президиума Верховного Совета СССР от 19 июля 1958 года удостоен звания Героя Социалистического Труда за выдающиеся трудовые достижения.
В 1964 году заочно окончил Криворожский техникум рудничной автоматики.
С 1968 года — заместитель начальника участка шахты «Днепропетровская-Комсомольская-2» рудоуправления имени Карла Либкнехта в Кривом Роге.
Избирался депутатом Верховного Совета УССР 5—6 созывов. Делегат XIX съезда КПСС, XXI—XXIII съездов КПУ.
В 1975 году вышел на пенсию, продолжал работать до 1990 года. Проживал в Кривом Роге, где и умер 14 ноября 1998 года. Похоронен в Кривом Роге на Западном кладбище.

## Память
- Имя на Стеле Героев в Кривом Роге[1][2].

## Награды
- Медаль «Серп и Молот» (19 июля 1958);
- Орден Ленина (19 июля 1958);
- Медаль «За восстановление предприятий чёрной металлургии юга» (1948);
- Знак «Шахтёрская слава» 3-й степени.